# 川上久隅
川上 久隅（かわかみ ひさずみ）は、戦国時代から江戸時代初期にかけての武将。島津氏の家臣。川上氏11代当主。

## 生涯
天文元年（1532年）、10代当主・川上昌久の子として誕生。
父・昌久は島津氏14代当主・島津勝久の家老職にあったが、勝久を諌めたために自害に追い込まれる。更に勝久は川上氏の居城を攻めたが、久隅の母と家臣は久隅を擁して勝久の攻撃を凌いだ。この功績によって後に島津忠良から本領を安堵され、藺牟田の地頭に任じられた。元亀年間には「吉野牧」と呼ばれる牧場を開き、天正2年（1574年）には川上村の地頭に任じられた。
その後島津義弘の家老を務め、天正6年（1578年）の耳川の戦いに従軍、天正9年（1581年）の水俣城攻めでは大将を仰せ付かり、同年肥前有馬氏の加勢として従軍し、龍造寺氏の所有に帰していた千々石城を攻めた際には敵300余を討ち取っている。天正14年（1586年）の岩屋城攻めにも参加した。
長男・久利が文禄の役の際、朝鮮より勝手に帰国したため、次男・久通が家督代となって朝鮮へ出兵したが、久通は慶長3年（1598年）に朝鮮で病死する。しかし、久利は以降も庄内の乱への出兵にも応じない等行状を改めなかったため、久隅は久利を庶流とし、久通の子・久貞に川上宗家を継がせ当主とした。
慶長16年（1611年）、死去。享年80。